# ムハンマド6世 (ナスル朝)
ムハンマド6世（アブー・アブドゥッラー・ムハンマド・ブン・イスマーイール, アラビア語: أبو عبد الله محمد بن إسماعيل, ラテン文字転写: Abū ʿAbd Allāh Muḥammad b. Ismāʿīl, 1333年3月18日 - 1362年4月27日）、ラカブではアル＝ガーリブ・ビ＝ッラーヒ（アラビア語: الغالب بالله, ラテン文字転写: al-Ghālib bi 'llāh,「神の恩寵による勝利者」の意）またはアル＝ムタワッキル・アラー＝ッラーフ（アラビア語: المتوكل على الله, ラテン文字転写: al-Mutawakkil ʿAlā ’llāh,「神を頼りにする者」の意）は、第10代のナスル朝グラナダ王国の君主である（在位：1360年6月または7月 - 1362年4月13日）。また、カスティーリャにおける通り名であるエル・ベルメホ（スペイン語: el Bermejo,「赤毛の者」の意）の名でも知られている。
ムハンマド5世とイスマーイール2世の再従兄弟であり義兄でもあったエル・ベルメホは1359年8月にクーデターを起こしてムハンマド5世を廃位し、イスマーイール2世をスルターンに擁立して実権を掌握した。しかし、イスマーイール2世と対立したことから1360年6月か7月にスルターンを殺害し、自らムハンマド6世としてスルターンに即位した。その後、ムハンマド5世が進めていたカスティーリャとの同盟政策を放棄して1360年10月にアラゴン王ペーラ4世（ペドロ4世）と同盟を結び、カスティーリャとアラゴンの間で起こっていた二人のペドロの戦争ではアラゴン側に付いた。しかし、この政策は1361年5月にアラゴンが単独でカスティーリャとの講和に応じたことでカスティーリャからの攻撃を招く結果となった。
カスティーリャ王ペドロ1世は1361年8月に亡命先のマリーン朝から帰国したムハンマド5世と同盟を結んでナスル朝の領内に侵攻した。この同盟に対する戦争では一時的に勝利を収めたものの、1362年2月以降はムハンマド5世とペドロ1世が勝利を重ね、自らの地位を維持できないと判断したムハンマド6世は4月13日にグラナダを脱出し、ムハンマド5世による復位を許した。その後はセビーリャに向かいペドロ1世に慈悲を願ったものの、ムハンマド6世とアラゴンの同盟に憤慨していたペドロ1世は4月27日にセビーリャ近郊のタブラーダの城でムハンマド6世を殺害し、その首をグラナダに送った。

## 政治的な背景

1360年時点のイベリア半島の勢力図

1230年代にムハンマド1世によって建国されたナスル朝はイベリア半島における最後のイスラーム国家であった。王朝は北方のキリスト教国であるカスティーリャ王国とモロッコのイスラーム王朝であるマリーン朝という二つの大きな隣国に挟まれていたにもかかわらず、外交と軍事的な戦略を組み合わせることによって独立を維持し続けることに成功した。ナスル朝はいずれかの勢力に支配されることを避けるために、両者と断続的に同盟関係を結ぶか、時には武力に訴え、さもなければ両者が互いに戦うように仕向けた。ナスル朝のスルターンはしばしばカスティーリャ王に忠誠を誓い、カスティーリャにとって重要な収入源となっていた貢納金を支払った。カスティーリャの視点ではナスル朝の君主は国王の臣下であったが、その一方でイスラーム教徒は史料の中で決してそのような関係にあるとは説明しなかった。実際にはムハンマド1世は時と場合に応じて他の異なるイスラーム教徒の君主に対しても忠誠を宣言していた。

## 出自

ムハンマド6世（エル・ベルメホ）と再従兄弟で義理の兄弟にあたるムハンマド5世とイスマーイール2世を含むナスル朝の系図

ムハンマド6世として知られるムハンマド・ブン・イスマーイールは、ナスル朝を統治する一族の家系に属する一人として1333年3月18日に恐らくグラナダで生まれた。また、以前のスルターンであるイスマーイール1世（在位：1314年 - 1325年）の弟のムハンマド・ブン・ファラジュの孫であったため、同様にスルターンとなったイスマーイール1世の息子たちや孫たちとは親族の間柄にあった。ムハンマド・ブン・ファラジュは1327年にアンダラクスでスルターンの地位を宣言したが、その後に起こった内戦でムハンマド4世（在位：1325年 - 1333年）に敗れた。ムハンマド・ブン・イスマーイールは自分より前にスルターンとなったムハンマド5世（在位：1354年 - 1359年、1362年 - 1391年）とイスマーイール2世（1359年 - 1360年）とは再従兄弟の関係にあたる。また、ユースフ1世（在位：1333年 - 1354年）の治世中にユースフ1世の娘と結婚したことで、王家の本流の血筋と繋がりを持つことになった。結婚した王女の名前は不明なものの、イスマーイール2世の同母妹であり、別の母親から生まれたムハンマド5世の異母妹であった。結婚はユースフ1世が死去した1354年より前に行われ、二人の間には少なくとも一人の娘がいたが、娘の名前は不明である。この娘はコルドバの名家の出身であるムハンマド・ブン・アル＝マウルと結婚し、二人の間には後にスルターンとなるユースフ4世（在位：1432年）とマルヤムという名の娘が生まれた。
ムハンマド・ブン・イスマーイールの通り名は「赤毛の者」を意味するエル・ベルメホである。これは元々は赤みを帯びた髪とひげを持つ外見に由来するキリスト教徒による呼び名であるが、イスラーム教徒の史料にも同様の言及がみられる。また、スルターンへ即位する以前にナスル朝の王族の慣習に従ってアッ＝ライース（スペイン語ではアラエス：王族の一員に用いられる敬称でカスティーリャのインファンテに類似する）の称号で呼ばれていた。

## 政権の簒奪

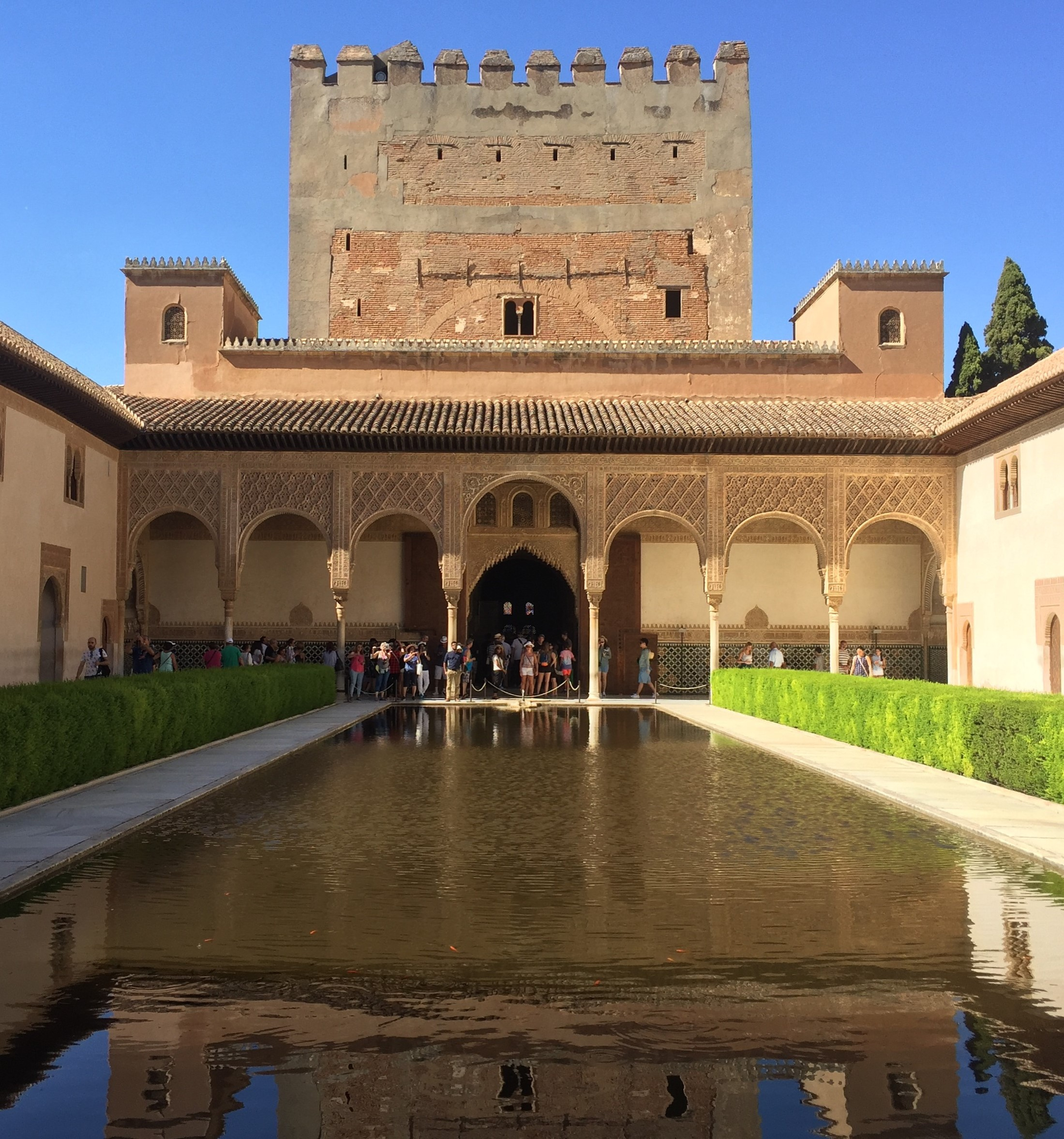
エル・ベルメホは1360年にクーデターを起こしてイスマーイール2世を即位させ、ムハンマド5世を廃位した。写真はアルハンブラ宮殿の王宮の一つであるパルタル宮の中庭。（2016年）

エル・ベルメホはムハンマド5世の最初の治世中にその弟であるイスマーイールを支持し、最終的にスルターンを廃位することになる陰謀に関与した。この陰謀の中心的存在であり息子をスルターンにする野心を抱いていたイスマーイールの母親のマルヤムは、ユースフ1世の死後に膨大な量の資産を管理していた。さらに、エル・ベルメホと結婚していた娘のもとを頻繁に訪れ、陰謀の計画を練っていた。マルヤムの資金援助を受けたエル・ベルメホは、占星術師が吉日であると予言した1359年8月23日におよそ100人の部下を率いてナスル朝の要塞と宮殿の複合施設であるアルハンブラ宮殿でクーデターを決行した。クーデターの実行者たちは神聖な月であるラマダーンの最中の夜陰に乗じ、修理が行き届いていなかった隙間を利用して城壁をよじ登った。そして警備兵を打ち倒すとムハンマド5世の重臣であったハージブ（侍従）のアブー・ヌアイム・リドワーンを家族の前で殺害し、家を破壊してリドワーンの豊富な資産を奪った。偶然にもムハンマド5世はアルハンブラ宮殿の外にいたものの、宮殿の奪回には失敗し、東部の都市のグアディクスへ逃れた。陰謀の加担者たちはスルターンからイスマーイールに割り当てられていた邸宅で20歳になる直前のイスマーイールを見つけ出し、スルターンであると宣言した。
ムハンマド5世の大臣であった歴史家のイブン・アル＝ハティーブは、新しいスルターンを人格的に劣った弱々しい統治者であったと評している。また、エル・ベルメホはその後すぐに影響力を増していき、陰で実権を握るようになった。ムハンマド5世はグアディクス以遠の地に対する支配権の拡大と、同盟を結んでいたカスティーリャ王ペドロ1世（在位：1350年 - 1366年、1367年 - 1369年）の支援を得ることに失敗し、北アフリカへ亡命した。
エル・ベルメホの権力が極めて強力になったことから、イスマーイール2世はエル・ベルメホと対立するようになった。結局、エル・ベルメホはスルターンが行動を起こしてしまう前にイスマーイール2世の即位から1年も経たない1360年6月24日（ヒジュラ暦761年シャアバーン月8日）か7月13日（シャアバーン月27日）の夜に再びクーデターを起こし、自ら即位するに至った。クーデターの際にエル・ベルメホの部下たちはグラナダを見下ろす塔に立て籠ったスルターンを包囲した。イスマーイール2世は降伏を迫られ、隠遁生活に入ると申し出たが、エル・ベルメホはイスマーイール2世の冠を外して裸足にした上で地下牢へ連行し、そこで処刑した。イスマーイール2世の首は切り落とされ、民衆の前に投げ出された。続いてエル・ベルメホはまだ子供であったイスマーイール2世の弟のカイスを見つけ出し、カイスも処刑した。二人の遺体はぼろ布に覆われただけで公衆の面前に投げ捨てられたが、翌日には回収されて埋葬された。その後、イスマーイール2世の大臣たちも同様に処刑された。歴史家のフランシスコ・ビダル・カストロによれば、これらのエル・ベルメホの行動は、ムハンマド5世を廃位するためにイスマーイールが利用されたように、将来自分に対する宮廷の陰謀に両者が利用されるのではないかという恐れが動機となっていた。こうしてエル・ベルメホはムハンマド6世としてスルターンの地位を簒奪した。

## 治世

ナスル朝の領土と主要都市の位置を示した地図

ムハンマド6世は即位の際にアル＝ガーリブ・ビ＝ッラーヒ（神の恩寵による勝利者）とアル＝ムタワッキル・アラー＝ッラーフ（神を頼りにする者）のラカブ（尊称）を名乗ったが、これは本人に重要な功績が欠けていた中での異例の行為であった。イスラーム教徒の歴史家はムハンマド6世を服装も立ち振る舞いも粗野で弁舌の能力もなかったと説明しており、犬を連れて狩りをし、袖をまくり上げて無帽のまま公の場に現れ、首を左右に振る挙動を抑えられないチック症であったと伝えている。また、イブン・アル＝ハティーブによればハシシ中毒者であった。ムハンマド6世は民衆がすべての悪習を捨て去ったとサーヒブ・アッ＝シュルタ（治安部隊の長官）から伝えられた際に、「ハシシはどうなったんだ？」と尋ねた。これに対し長官は誰からも見つかっていないと答えた。すると、「そうであって欲しいな！ だが、誰々と誰々と……これらの者の家へ行ってみるがいい」と以前に自分が参加していたハシシの集会にいた全ての者の名前と住処を教えた。その後、治安部隊はこれらの場所でハシシを発見した。長官はイブン・アル＝ハティーブに対し、スルターンは「自分の職業の指導教官」になったと語った。
ムハンマド6世は暴虐的な統治を行い、ムハンマド5世に同調していると疑った者たちを迫害した。その結果、ムハンマド6世の粗暴な態度も相まって宮廷内の多くの者がグラナダからモロッコやカスティーリャへ逃れるようになった。その一方でモロッコのマリーン朝のスルターンであるアブー・サーリム（在位：1359年 - 1361年）と取引を行い、アブー・サーリムは廃位されたムハンマド5世をイベリア半島へ戻さず、一方のムハンマド6世はナスル朝に亡命していた反抗的なマリーン朝の王子たちを拘束することになった。さらにムハンマド6世は前任者によるカスティーリャとの同盟政策を放棄し、慣習となっていたカスティーリャへの貢納を停止した。そして二人のペドロの戦争における敵であったアラゴン王国と1360年10月9日に同盟を結んだ。1361年2月16日に批准されたこの6年間有効の条約には1321年にイスマーイール1世が結んだ条約の時と同様にアラゴンのイスラーム教徒（ムデハル）に移住の自由を認める規定が含まれていたが、アラゴン王ペーラ4世（ペドロ4世、在位：1336年 - 1387年）によるさまざまな非公式な手段による妨害が入ったことで、すぐにこの規定は効力を失った。ムハンマド6世とペーラ4世の間で交わされたこの時の友好関係を示す書簡は今日でもアラゴンの公文書の一部として保管されている。

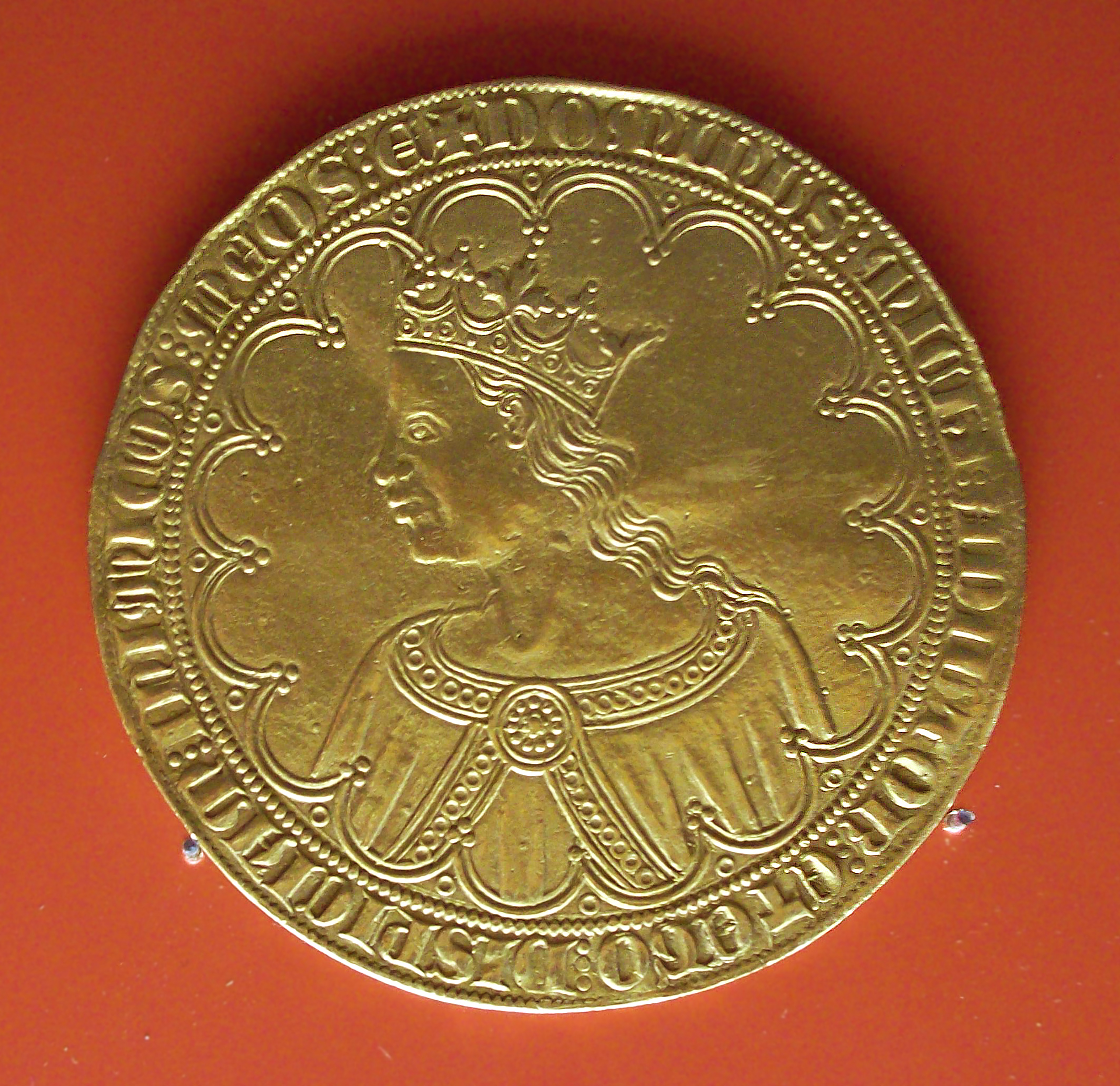
1360年にセビーリャで鋳造されたペドロ1世のグラン・ドブラ金貨。ペドロ1世はアラゴン王ペーラ4世に味方したムハンマド6世を廃位されたムハンマド5世とともに攻撃した。

カスティーリャは1360年にナヘラでアラゴンを破ったが、二つの戦線で戦うことになる可能性を案じたペドロ1世は、1361年5月にペーラ4世と和平の合意に達した。ペーラ4世はムハンマド6世に対し、ローマ教皇インノケンティウス6世（在位：1352年 - 1362年）の指示に従ってカスティーリャと講和したが、スルターンとの友好関係を失いたくないとする書簡を送った。その後、ペドロ1世はムハンマド6世に矛先を向けた。そしてアブー・サーリムに対してイベリア半島内のマリーン朝の領土を攻撃すると脅し、ムハンマド5世のナスル朝への帰還を認めるように圧力をかけた。マリーン朝のスルターンはこの要求に応じ、ムハンマド5世は1361年8月にジブラルタルに向けて出航した。さらに、ペドロ1世の資金援助によってイベリア半島におけるマリーン朝の前哨地であったロンダにムハンマド6世に対抗する宮廷が設立された。マリーン朝とカスティーリャの海軍が共同でナスル朝の沿岸地帯に対する攻撃に乗り出すと、ムハンマド6世はマリーン朝に対抗する船団の派遣をアラゴンへ要請し、一方で自身はカスティーリャへの対処にあたった。
その後、ムハンマド5世とペドロ1世はムハンマド6世を権力の座から追放するべく攻撃を開始した。1361年に両者の軍隊はベリリョスでムハンマド6世の軍隊を破った。そしてベガ・デ・グラナダに向けて進軍し、ピノス・プエンテでは数度の小規模な戦闘に勝利したと考えられているが、ムハンマド5世の存在にもかかわらずグラナダの王室の軍隊は期待したほどには離反しなかった。ムハンマド6世は1362年1月15日にグアディクスの戦いでナスル朝へ侵攻したカスティーリャ軍に大勝を収め、数人の貴族を含む2,000人の捕虜を獲得した。その一方で親善の証として捕虜の中で最も重要な人物であったカラトラバ騎士団の総長のディエゴ・ガルシア・デ・パディーリャ（ペドロ1世の愛妾であるマリア・デ・パディーリャの兄弟にあたる）を他の捕虜となった騎士や贈り物とともにカスティーリャへ送り返した。しかし、この行為はペドロ1世をなだめるには至らなかった。ムハンマド5世とペドロ1世は攻勢へ転じるために連合軍を組織してイスナハルとコリアを占領したが、征服した地をカスティーリャに留めようとするペドロ1世の野心にムハンマド5世が反感を抱き、3月以降両者は別々に軍事行動を展開するようになった。ペドロ1世はセスナ、サグラ（後にナスル朝軍が奪還）、ベナメヒ、エル・ブルゴ、アルダレス、カニェーテ、トゥロン、そしてクエバス・デル・ベセロを含む数多くの要塞を奪取した。その一方でムハンマド5世はグラナダに次いでナスル朝で二番目に重要な都市であるマラガをその近隣の多くの城とともに奪い、ナスル朝の西部全域を支配下に収めた。これらの敵側の軍事行動はムハンマド6世にとって不利な方向へ戦況を一変させた。

## 逃亡と死

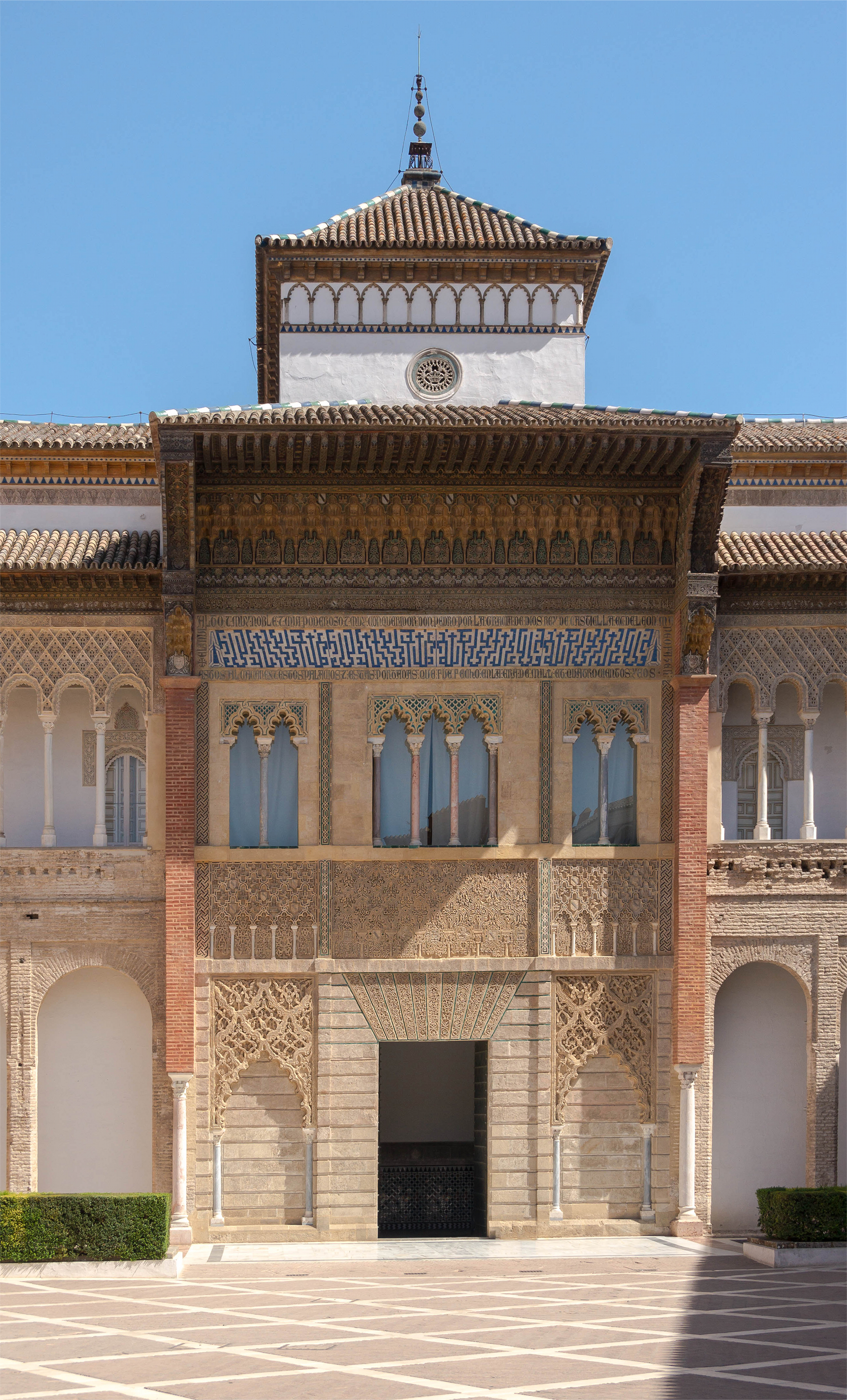
ムハンマド6世はグラナダから逃亡した後にペドロ1世に庇護を求めたが、ペドロ1世はセビーリャ近郊のタブラーダでムハンマド6世を処刑した。写真はセビーリャに建つペドロ1世の宮殿。（2012年）

ムハンマド5世の進撃やナスル朝の領土をカスティーリャに奪われるといった内戦の状況に対する一般住民の不満が高まったことから、ムハンマド6世はもはや自分の地位を維持できないと判断した。そして1362年4月13日（ヒジュラ暦763年ジュマーダ・アッ＝サーニー月17日）にアル＝グザート・アル＝ムジャーヒディーンの長官であるイドリース・ブン・ウスマーン・ブン・アル＝ウラーを含む側近を伴い、王家の財宝のほとんどを持ち出してグラナダから逃亡した。ムハンマド5世はその3日後にアルハンブラ宮殿に入り、スルターンとして承認された。一方でムハンマド6世は思い立ったようにセビーリャへ向かい、ペドロ1世の慈悲に身を委ねようとした。そしてセビーリャではペドロ1世に対し臣下としてナスル朝を統治し、騎士として仕えると申し出た。また、ペドロ1世がムハンマド5世の側に留まるのであれば、自分を海外へ追放するように求めた。当初ペドロ1世は答えを明言しなかったが、ムハンマド6世を歓迎し、ムハンマド6世とその従者たちが自分の宮殿に近い市内のユダヤ人居住区に王家の客として滞在することを認めた。しかしながら、その後ペドロ1世は自ら主催した宴会の後にこれらの客人たちを拘束し、従者全員をセビーリャの造船所に幽閉して財産を差し押さえるという行動に出た。
ムハンマド6世はその2日後の4月27日にセビーリャ近郊のタブラーダの城で殺害された。緋色の服を着たムハンマド6世はロバに乗せられて野原に連れ出され、杭に縛り付けられた。ペドロ1世は自ら槍でムハンマド6世を突き刺し、「アラゴン王と損な取り引きをする羽目になったからこれを受け取れ！」と言った。これに対しムハンマド6世は、アラビア語で「なんて貧相な騎士道の振る舞いなんだ」と返して息絶えた。ペドロ1世はムハンマド6世が先のカスティーリャとアラゴンの戦争でアラゴンと同盟を組んだためにペーラ4世と不利な条件で和平協定を結ばされ、奪い取ったいくつかの城を返還せざるを得なくなったと非難していた。同時代のカスティーリャの歴史家であるペロ・ロペス・デ・アジャラは、ムハンマド6世の財宝の存在が殺害の主な動機であったと説明している。一方でペロ・ロペスと同様に同時代の歴史家であったイブン・ハルドゥーンは、ペドロ1世にはムハンマド5世への支持を明確に示したいという意図があったと記している。この処刑はカスティーリャの宮廷で激しい怒りを呼び、多くの者が残忍な背信行為と考えたが、ペドロ1世はムハンマド6世のムハンマド5世に対する反逆、イスマーイール2世の殺害、そして正式な通行許可（公的な保証）を得ることなくセビーリャに入ったことに対する罰として正当化し、裏切りにあたるような行為はなかったと主張した。アラビア語の史料、特にムハンマド5世を支持する公式の年代記はペドロ1世の主張を擁護している。
ムハンマド6世とともに37人の側近が殺害された。そしてイドリース・ブン・ウスマーン・ブン・アル＝ウラーを含む残りのおよそ300人も投獄され、これらの者たちも後に毒殺された。ペドロ1世は血に染まったムハンマド6世とその側近たちの首をグラナダのムハンマド5世の下に送った。ムハンマド5世は埋葬されるまでのしばらくの間、これらの首を1359年のクーデターでムハンマド6世がアルハンブラ宮殿へ侵入するために登った壁の近くに吊り下げた。